# Gallatin (Tennessee)
Pour les articles homonymes, voir Gallatin.
La ville américaine de Gallatin est le siège du comté de Sumner, dans l’État du Tennessee. Lors du recensement de 2010, sa population s’élevait à 30 678 habitants.

## Personnalités liées à la ville
- Tennys Sandgren, tennisman américain né en 1991 à Gallatin.

## Source
- (en) Cet article est partiellement ou en totalité issu de l’article de Wikipédia en anglais intitulé « Gallatin, Tennessee » (voir la liste des auteurs).